# Distretto del Singhbhum Occidentale
Il distretto del Singhbhum Occidentale è un distretto del Jharkhand, in India, di 2 080 265 abitanti. Il suo capoluogo è Chaibasa.